# Am haaretz
Der Ausdruck am haaretz (hebräisch עַם הָאָרֶץ ʿam haʾarets ‚Volk der Erde, des Landes‘) bezeichnet seit dem rabbinischen Judentum den einfachen ungebildeten Teil des Volkes. Er wurde sowohl auf die Nichtjuden (siehe Gojim), als auch auf die Israeliten angewendet.
Aus der Perspektive der Nichtisraeliten ist das am haaretz die sesshafte Anwohnerschaft im Unterschied zu den noch nicht siedelnden Israeliten, zum Beispiel Gen 23,12 .
Es gab zwei Typen von Am Ha’aretz: die „Am Ha’aretz le-mitzvot“ also Juden, die verachtet wurden, weil sie die Gebote nicht gewissenhaft befolgten und die „Am Ha’aretz la-Torah“, diejenigen, die als Ignoranten gebrandmarkt wurden, weil sie die Tora überhaupt nicht studiert hatten.
Aus israelitischer Perspektive bezeichnet am haaretz
- vorexilisch: das Volk im Unterschied zu den politischen und religiösen Führern (Könige, Priester etc.)
- nachexilisch: teilweise wie zuvor, bei Esra und Nehemia aber das nichtjüdische Volk
- rabbinisch: alle, die die Tora nicht kennen oder nicht halten